# Sideroxylon betsimisarakum
Sideroxylon betsimisarakum är en tvåhjärtbladig växtart som beskrevs av Paul Lecomte. Sideroxylon betsimisarakum ingår i släktet Sideroxylon och familjen Sapotaceae. Inga underarter finns listade i Catalogue of Life.